# Jorinde i Joringel (film 2011)
Jorinde i Joringel (niem. Jorinde und Joringel) – niemiecki film familijny z 2011 roku, należący do cyklu filmów telewizyjnych Najpiękniejsze baśnie braci Grimm. Film jest adaptacją baśni braci Grimm pt. Jorinde i Joringel.

## Fabuła
Jorinde i Joringel to dwójka młodych osób, szalenie w sobie zakochanych i planujących wspólne dalsze życie. Jednak ojcu dziewczyny nie podoba się jej wybranek i sprzeciwia się ich małżeństwu. Aby móc być dalej razem para postanawia uciec do niedalekiego lasu, w którym spotykają złą czarownicę. Jorinde zostaje porwana przez czarownicę, która zamyka ją w klatce i zamienia w słowika. Dotychczas wszelkie próby ucieczki od czarownicy przez  inne osoby kończyły się klęską. Jednak Joringel nie poddaje się. Pewnego dnia chłopak kradnie baronowi zaklęte kwiaty, które mogą odczarować jego ukochaną. Gdy zły baron dowiaduje się o tym, wysyła za chłopakiem pościg. 

## Obsada[1]
- Llewellyn Reichman: Jorinde
- Jonas Nay: Joringel
- Katja Flint: czarownica
- Uwe Kockisch: baron
- Veit Stübner: Wirt
- Volker Zack Michalowski: łotr
- Leonie Renée Klein: córka kuglarza
- Paul Schlase: rybak
- Naomi Krauss: mama Jorindy
- Roman Leitner-Shamov: łotr
- Heinz W. Krückeberg: stary Joringel